# Villers-Campsart
Pour les articles homonymes, voir Villers.
Villers-Campsart est une commune française située dans le département de la Somme, en région Hauts-de-France.

## Géographie

### Localisation
Villers-Campsart est un village picard du Vimeu.
À vol d'oiseau, la localité est située à 5 km au nord-est de Beaucamps-le-Vieux, 26 km au sud d'Abbeville et à 33 km à l'ouest d'Amiens.
Le territoire de la commune est limitrophe de ceux de sept communes.
Les communes limitrophes sont Arguel, Avesnes-Chaussoy, Brocourt, Dromesnil, Fresneville, Lafresguimont-Saint-Martin et Liomer.

### Hydrographie
La commune est traversée par la ligne de partage des eaux entre les bassins hydrographiques Artois-Picardie et Seine-Normandie. Elle n'est drainée par aucun cours d'eau.

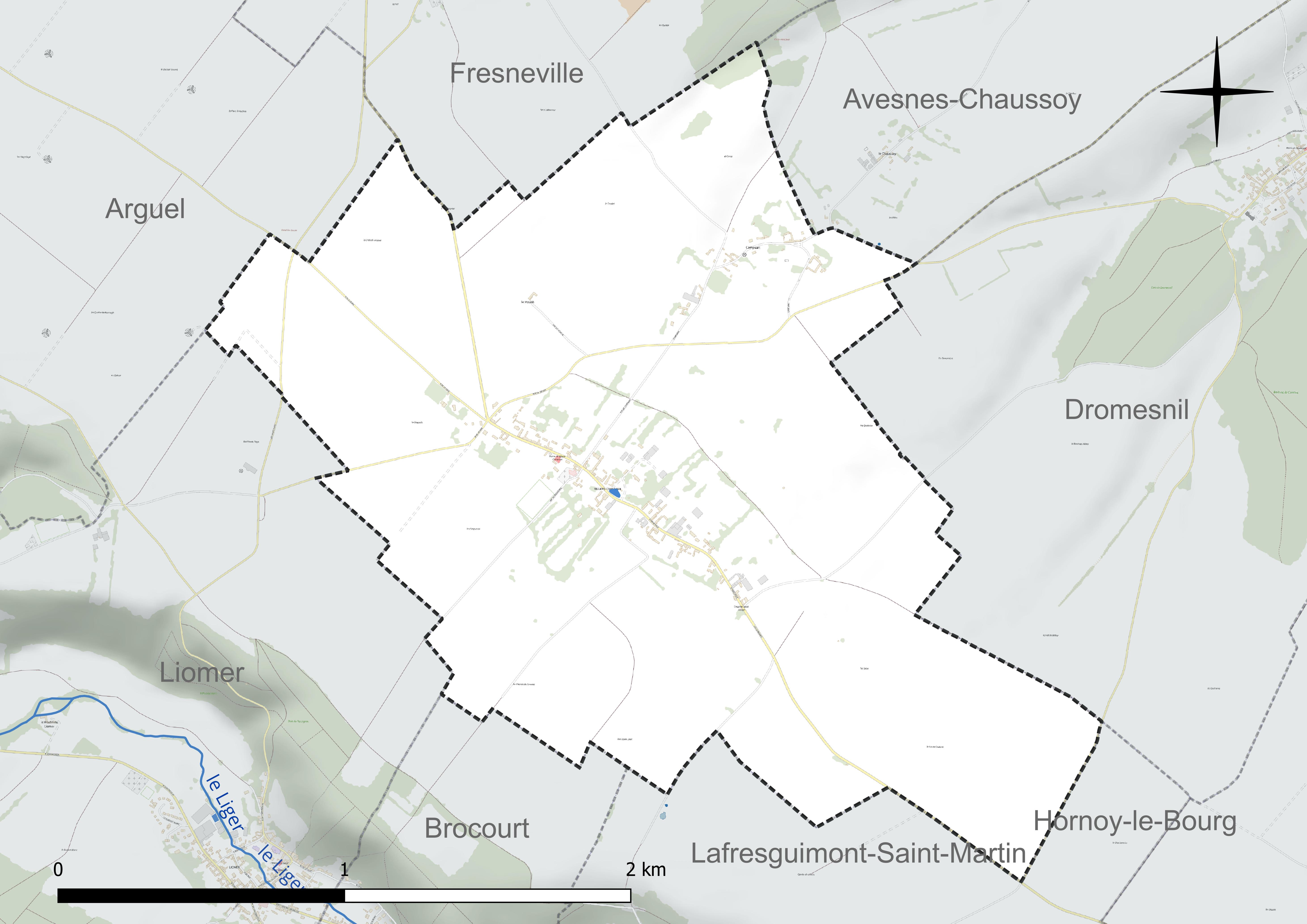
Réseau hydrographique de Villers-Campsart.

### Climat
Pour des articles plus généraux, voir Climat des Hauts-de-France et Climat de la Somme.
En 2010, le climat de la commune est de type climat océanique altéré, selon une étude du CNRS s'appuyant sur une série de données couvrant la période 1971-2000. En 2020, Météo-France publie une typologie des climats de la France métropolitaine dans laquelle la commune est exposée à un climat océanique et est dans la région climatique Côtes de la Manche orientale, caractérisée par un faible ensoleillement (1 550 h/an) ; forte humidité de l'air (plus de 20 h/jour avec humidité relative > 80 % en hiver), vents forts fréquents.
Pour la période 1971-2000, la température annuelle moyenne est de 9,9 °C, avec une amplitude thermique annuelle de 13,6 °C. Le cumul annuel moyen de précipitations est de 858 mm, avec 13,1 jours de précipitations en janvier et 8,9 jours en juillet. Pour la période 1991-2020, la température moyenne annuelle observée sur la station météorologique la plus proche, située sur la commune d'Oisemont à 11 km à vol d'oiseau, est de 11,1 °C et le cumul annuel moyen de précipitations est de 801,4 mm,. Pour l'avenir, les paramètres climatiques de la commune estimés pour 2050 selon différents scénarios d'émission de gaz à effet de serre sont consultables sur un site dédié publié par Météo-France en novembre 2022.

## Urbanisme

### Typologie
Au 1er janvier 2024, Villers-Campsart est catégorisée commune rurale à habitat dispersé, selon la nouvelle grille communale de densité à sept niveaux définie par l'Insee en 2022.
Elle est située hors unité urbaine. Par ailleurs la commune fait partie de l'aire d'attraction d'Amiens, dont elle est une commune de la couronne,. Cette aire, qui regroupe 369 communes, est catégorisée dans les aires de 200 000 à moins de 700 000 habitants,.

### Occupation des sols
L'occupation des sols de la commune, telle qu'elle ressort de la base de données européenne d'occupation biophysique des sols Corine Land Cover (CLC), est marquée par l'importance des territoires agricoles (93,9 % en 2018), une proportion identique à celle de 1990 (93,9 %). La répartition détaillée en 2018 est la suivante : 
terres arables (72 %), prairies (16,9 %), zones urbanisées (5,7 %), zones agricoles hétérogènes (5 %), forêts (0,4 %). L'évolution de l'occupation des sols de la commune et de ses infrastructures peut être observée sur les différentes représentations cartographiques du territoire : la carte de Cassini (XVIIIe siècle), la carte d'état-major (1820-1866) et les cartes ou photos aériennes de l'IGN pour la période actuelle (1950 à aujourd'hui).

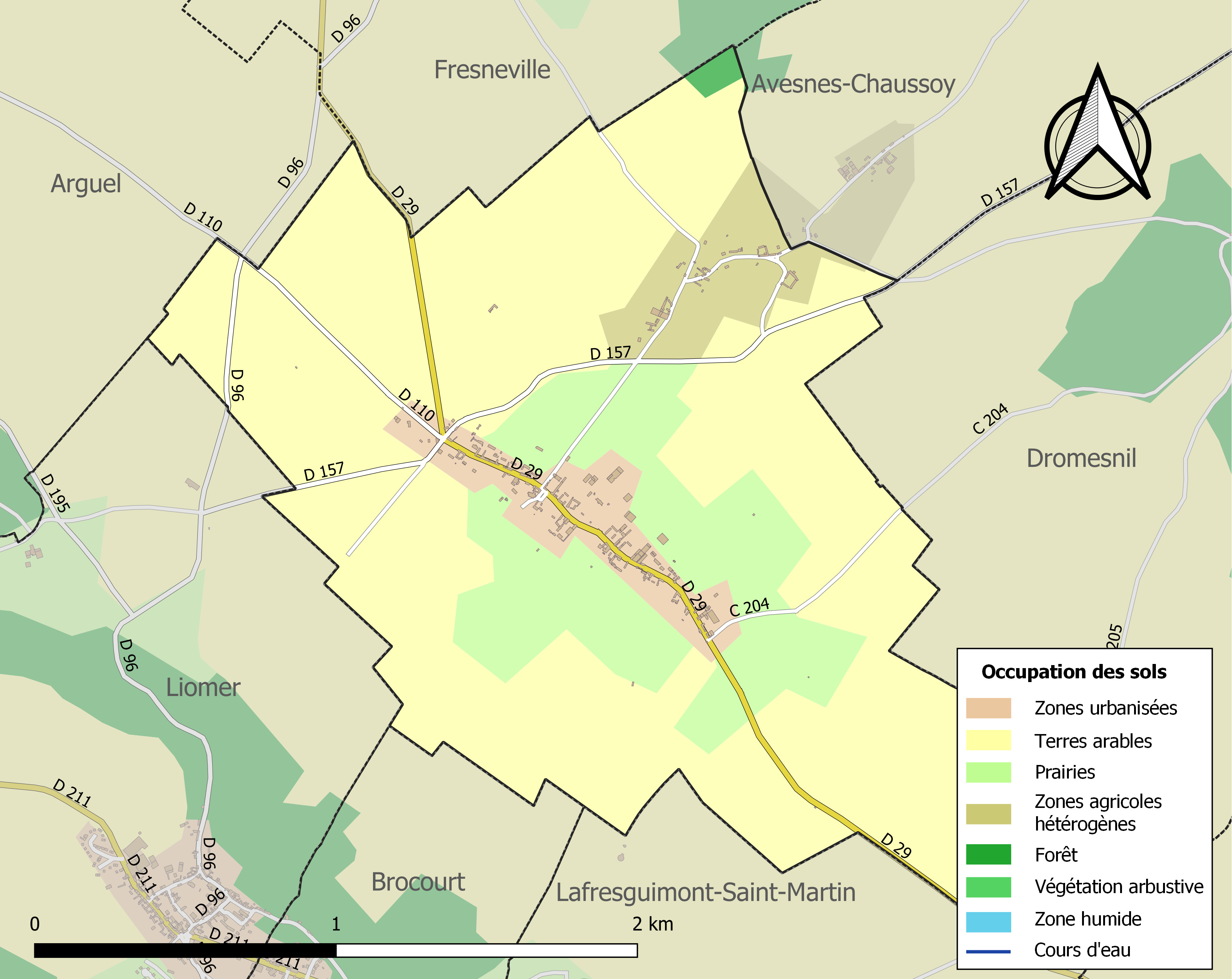
Carte des infrastructures et de l'occupation des sols de la commune en 2018 (CLC).

### Voies de communication et transports
Villers-Campsart est, à peu près, à égale distance de la sortie no 13 de l'autoroute A29 (Blangy-sur-Bresle à 17 km) et de la sortie no 5 de l'A28 (Thieulloy-l'Abbaye à 12 km).

## Toponymie
Villers est attesté sous les formes Vilers (1146) ; Villaria (1277) ; Villers soubz Cansart (1522) ; Villers-soubz-Cancet (1557) ; Villers sous cansart (1592) ; Villers sous Campsar (1646) ; Villiers (1648) ; Villers sur Campsart (1657) ; Villers sus Campsart (1657) ; Villairs causard (1698) ; Villers (1733) ; Villers Campsart (1757) ; Villers sous Campsart (1728) ; Villers cansard (1731) ; Villers Campiard (1696).

Formation toponymique médiévale en Villers-, appellatif toponymique issu du latin villare désignant une partie de la villa, c'est-à-dire « partie d'un domaine », donc « ferme ».
Campsart est un ancien hameau dépendant de Villers attesté sous les formes Champschart (1238) ; Cansehart (1337) ; Campsart (1507) ; Cansart (1592)  ; Campsary (1648) ; Cansard (1698) ; Cansard (1731) ; Campsart (1733) ; Campagne (1764).

D’après Ernest Nègre, ce toponyme serait issu de l'oil picard camp « champ » suivi de l'anthroponyme germanique Sechardus. La fondation de ce lieu ne remonterait pas à une bien haute Antiquité ; il se serait élevé sur l'emplacement d'un bois: sart, sartum, « lieu défriché ».

## Histoire
Jean de la Rivière et son épouse Marie de Benserade ont été  les seigneurs du lieu.

## Politique et administration

### Rattachements administratifs et électoraux
La commune se trouve dans l'arrondissement d'Amiens du département de la Somme. Pour l'élection des députés, elle fait partie depuis 2012 de la quatrième circonscription de la Somme.
Elle faisait partie depuis 1802 du canton de Hornoy-le-Bourg. Dans le cadre du redécoupage cantonal de 2014 en France, la commune est intégrée au canton de Poix-de-Picardie.

### Intercommunalité
La commune était membre de la communauté de communes du Sud-Ouest Amiénois, créée en 2004.
Dans le cadre des dispositions de la loi portant nouvelle organisation territoriale de la République du 7 août 2015, qui prévoit que les établissements publics de coopération intercommunale (EPCI) à fiscalité propre doivent avoir un minimum de 15 000 habitants, la préfète de la Somme propose en octobre 2015 un projet de nouveau schéma départemental de coopération intercommunale (SDCI) qui prévoit la réduction de 28 à 16 du nombre des intercommunalités à fiscalité propre du département.
Ce projet prévoit la « fusion des communautés de communes du Sud-Ouest Amiénois, du Contynois et de la région d'Oisemont », le nouvel ensemble de 37 412 habitants regroupant 120 communes,. À la suite de l'avis favorable de la commission départementale de coopération intercommunale en janvier 2016, la préfecture sollicite l'avis formel des conseils municipaux et communautaires concernés en vue de la mise en œuvre de la fusion.
La communauté de communes Somme Sud-Ouest (CC2SO), dont est désormais membre la commune, est ainsi créée au 1er janvier 2017.

### Liste des maires
| Période                                  | Période                      | Identité          | Étiquette | Qualité                         |
| ---------------------------------------- | ---------------------------- | ----------------- | --------- | ------------------------------- |
| Les données manquantes sont à compléter. |                              |                   |           |                                 |
| mars 2001                                | 2008                         | Jean Lutun        |           |                                 |
| mars 2008                                | En cours (au 8 octobre 2020) | Philippe Watelain |           | Réélu pour le mandat 2020-2026, |

## Population et société

### Démographie
L'évolution du nombre d'habitants est connue à travers les recensements de la population effectués dans la commune depuis 1793. Pour les communes de moins de 10 000 habitants, une enquête de recensement portant sur toute la population est réalisée tous les cinq ans, les populations de référence des années intermédiaires étant quant à elles estimées par interpolation ou extrapolation. Pour la commune, le premier recensement exhaustif entrant dans le cadre du nouveau dispositif a été réalisé en 2005.

En 2022, la commune comptait 138 habitants, en évolution de −9,21 % par rapport à 2016 (Somme : −1,26 %, France hors Mayotte : +2,11 %).
| 1793 | 1800 | 1806 | 1821 | 1831 | 1836 | 1841 | 1846 | 1851 |
| ---- | ---- | ---- | ---- | ---- | ---- | ---- | ---- | ---- |
| 540  | 486  | 470  | 440  | 459  | 450  | 456  | 449  | 445  |

| 1856 | 1861 | 1866 | 1872 | 1876 | 1881 | 1886 | 1891 | 1896 |
| ---- | ---- | ---- | ---- | ---- | ---- | ---- | ---- | ---- |
| 413  | 382  | 365  | 350  | 312  | 305  | 302  | 290  | 263  |

| 1901 | 1906 | 1911 | 1921 | 1926 | 1931 | 1936 | 1946 | 1954 |
| ---- | ---- | ---- | ---- | ---- | ---- | ---- | ---- | ---- |
| 217  | 221  | 211  | 182  | 181  | 189  | 171  | 175  | 185  |

| 1962 | 1968 | 1975 | 1982 | 1990 | 1999 | 2005 | 2006 | 2010 |
| ---- | ---- | ---- | ---- | ---- | ---- | ---- | ---- | ---- |
| 165  | 163  | 160  | 121  | 148  | 156  | 155  | 154  | 137  |

| 2015 | 2020 | 2022 | - | - | - | - | - | - |
| ---- | ---- | ---- | - | - | - | - | - | - |
| 153  | 139  | 138  | - | - | - | - | - | - |

### Sports
Le club de football du village est l'Entente Sportive des Deux Vallées, fondé en 2012 de la fusion de l'US Neuville/Villers (avec le village voisin de Neuville-Coppegueule) et des communes de Beaucamps-le-Vieux, Hornoy-le-Bourg et Senarpont. Il évolue en Départementale 1 du District de la Somme (1er échelon départemental et 9e division nationale). Les matchs ont lieu au stade de Beaucamps-le-Vieux. L'ancien club, l'US Neuville/Villers, a évolué en Excellence (actuelle Départementale 1) dans les années 2000.

## Culture locale et patrimoine

### Lieux et monuments
- L'église Notre-Dame-de-la-Nativité recèle un bas-relief représentant le château d'Arguel, disparu en 1347[35]. L'édifice bénéficie d'une protection au titre des monuments historiques[36]. Des chapelles particulières sont édifiées dans le cimetière[37].

- Le monument aux morts de la Première Guerre mondiale a été inauguré le 13 juillet 1920, après une souscription publique. Obélisque en pierre de Soignies, sa rénovation de 2014 a permis de fixer une plaque de granit rose gravée des noms des quatorze enfants du village qui ont trouvé la mort sous les drapeaux[38].
- Chapelle de la Vierge, à l'angle de la route d'Andainville et de la rue d'Oisemont[37].
- Chapelle Saint-Joseph, édifiée après une épidémie de peste par un prêtre de ce prénom[37].

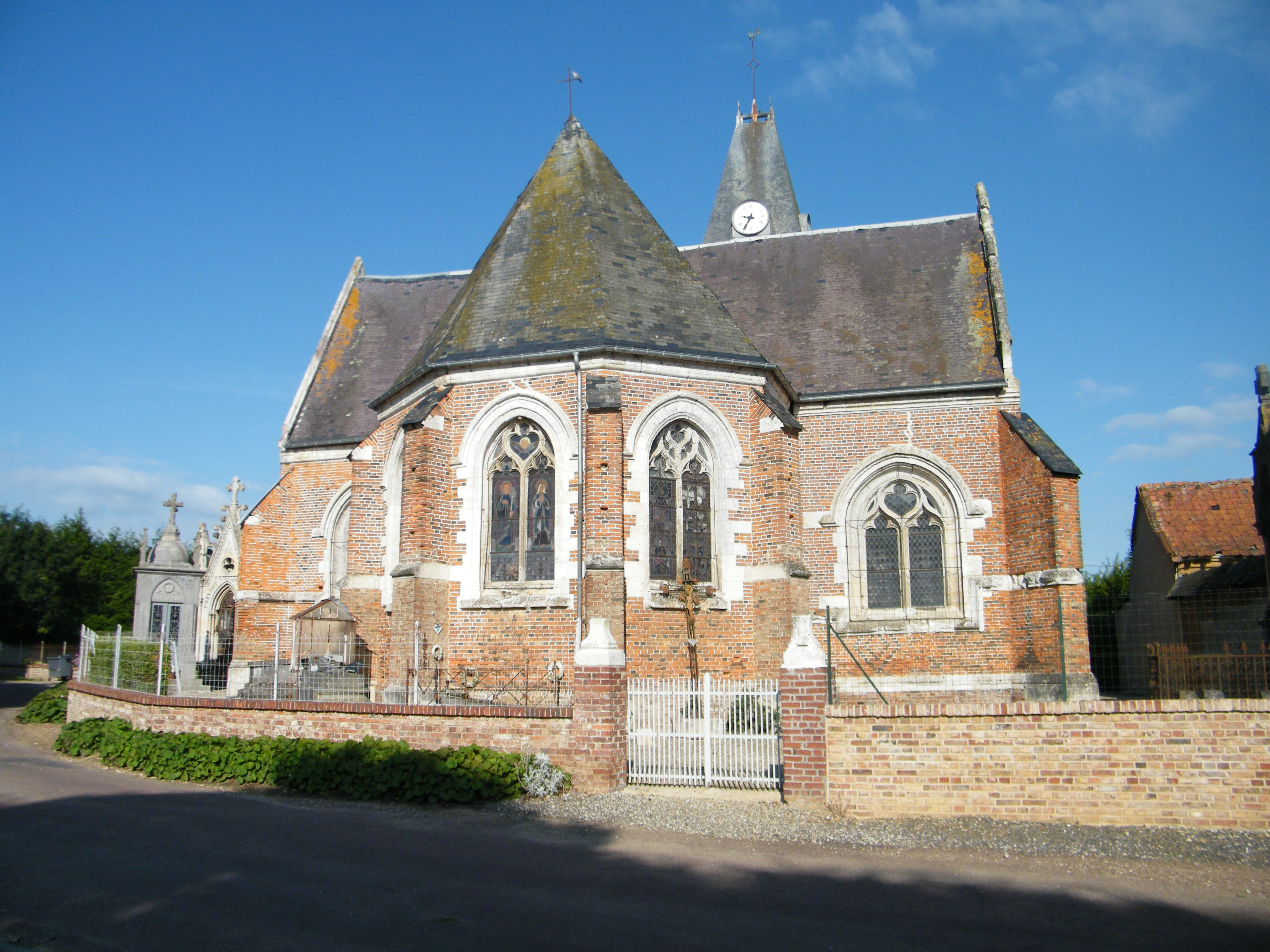
Notre-Dame-de-la-Nativité.
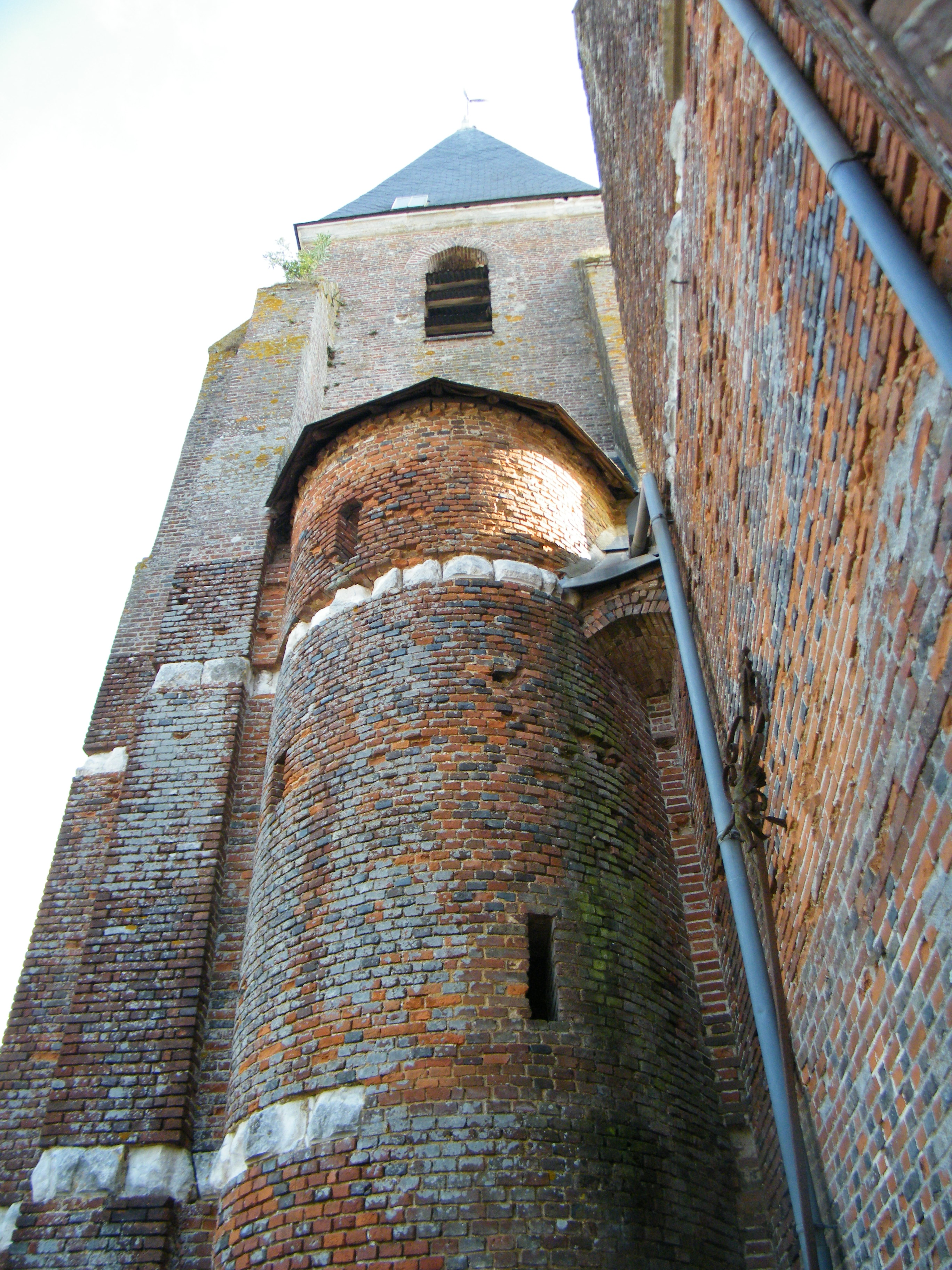
Autre vue de l'église.
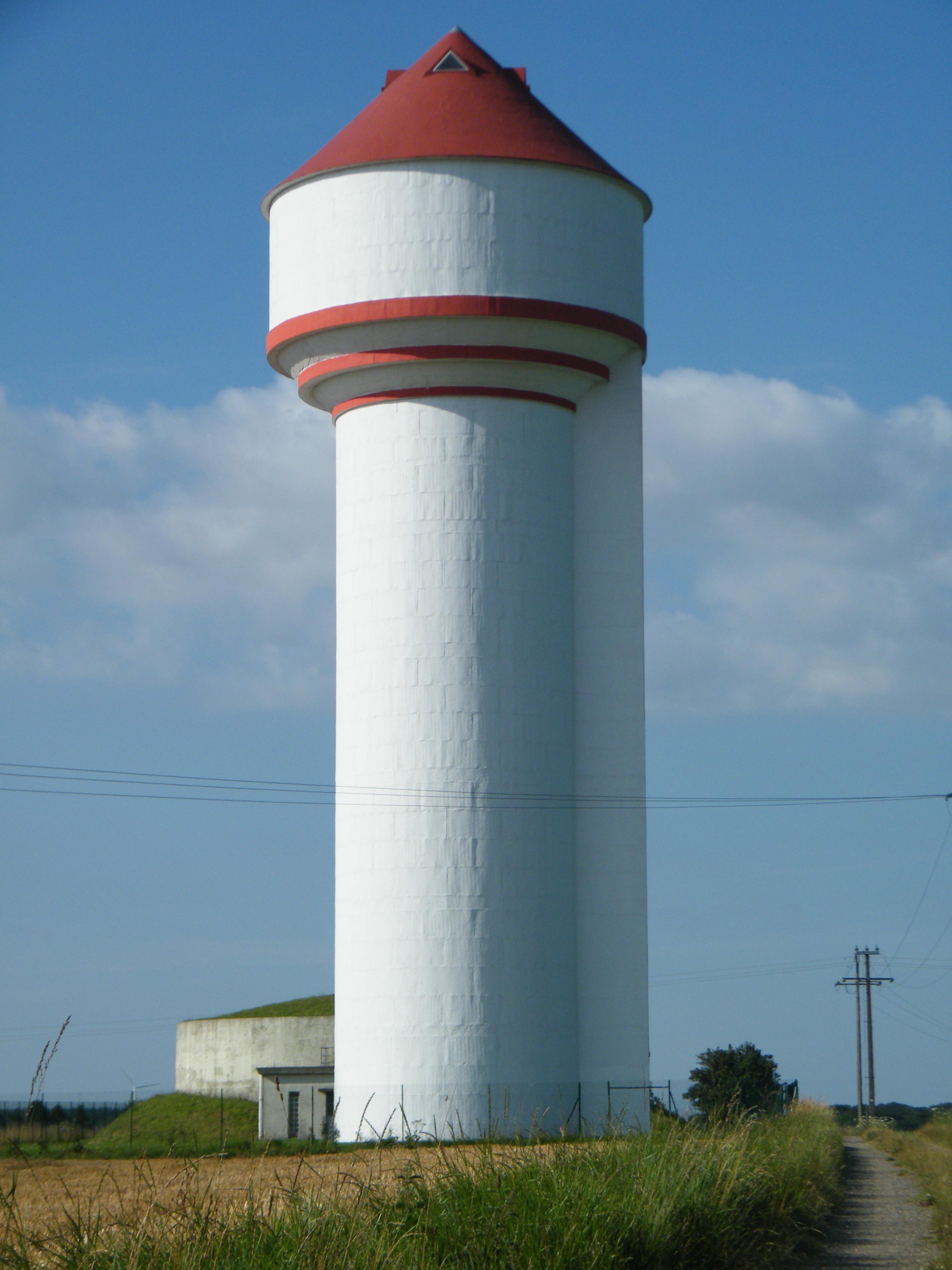
Château d'eau « phare ».
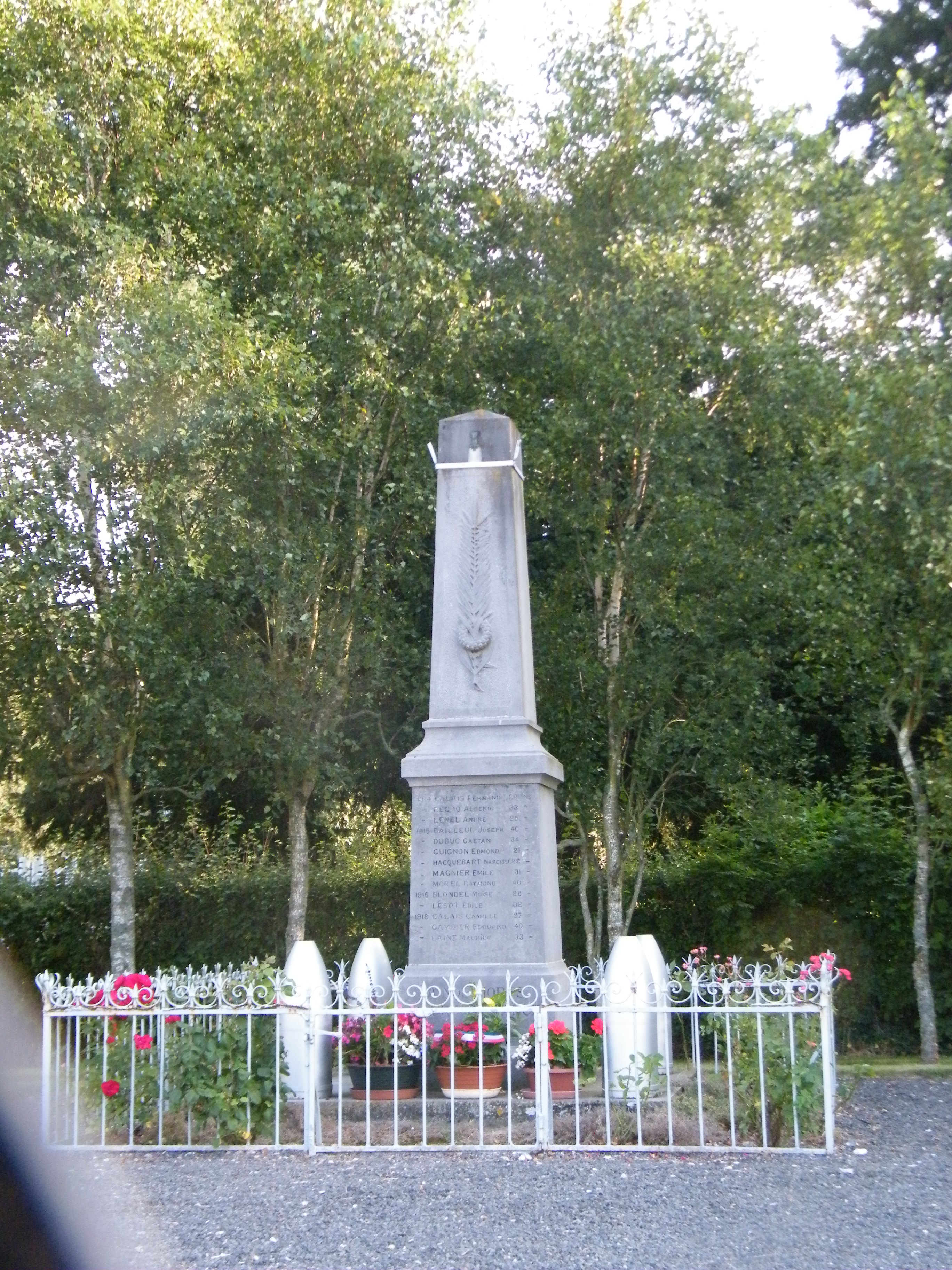
Monument aux morts.

### Personnalités liées à la commune
- Joël Hart (né en 1945), homme politique français. Maire d'Arguel de 1971 à 1995, maire d'Abbeville de 1995 à 2008, conseiller général du canton de Bernaville de 1982 à 1988 et député de la Somme de 1986 à 1988 et de 2002 à 2007, né à Villers-Campsart.